# Фарос (кратер)
Фарос — крупный кратер на поверхности Протея, небольшого спутника Нептуна. Единственный геологический объект на поверхности спутника, которому дано название. Является точкой отсчёта координат на спутнике.
Имеет диаметр от 230 до 260 км, глубина составляет около 10-15 км, кратер имеет центральный купол в несколько километров высотой. Название происходит из греческой мифологии и означает остров, где царствовал Протей.